# Rugby Club I Cavalieri Prato
Maillots
Dernière mise à jour : 29 janvier 2019.
Rugby Club I Cavalieri Prato était un club de rugby à XV italien basé à Prato, en Toscane, participant au Championnat d'Italie de rugby à XV et au Challenge européen. À la suite de difficultés financières, le club fusionna en 2015 avec le Firenze Rugby 1931, pour former le Rugby Club I Medicei.

## Historique
Le club a été fondé en 2000 par l'intermédiaire de Pasquale Petrella, avec la fusion de trois clubs, le Sorci Verdi, créé en 1958, le Rugby Iolo et le Gispi Rugby Prato. En 2005-2006, le club dispute les demi-finales pour l'accès à la promotion en Super 10, le plus haut niveau du rugby à XV italien. En 2008-2009, le club parvient à obtenir l'accession avec l'Aquila Rugby, et arrive à se maintenir dans l'élite par la suite.

## Palmarès
- Finaliste du Championnat d'Italie 2012 et 2013.
- Série A : 2009.

## Joueurs célèbres
- Andrea De Rossi
- Kristopher Burton
- Marko Stanojevic
- Rima Wakarua
- Edoardo Gori